# 캐스린 이머넌
캐스린 이머넌(영어: Kathryn Immonen)은 캐나다의 만화가이다. 동료 만화가인 스튜어트 이머넌과 결혼했으며, 혼전 이름은 캐스린 쿠더(Kathryn Kuder)다.